# Kléber de Carvalho Corrêa
Kléber de Carvalho Corrêa (São Paulo, 1 april 1980) - alias Kléber - is een Braziliaans voormalig profvoetballer die voornamelijk als linksback speelde.

## Clubcarrière
Kléber begon zijn loopbaan in 1998 bij Corinthians. In 1998 en 1999 werd de club landskampioen, terwijl Kléber een vaste basisspeler was. Verder won hij de eerste editie van het FIFA WK voor clubs in 2000, het Campeonato Paulista in 1999, 2001, 2003, de Copa do Brasil in 2002 en het Torneio Rio-São Paulo in 2002.
In 2003 vertrok Kléber bij Internacional en vertrok hij naar Hannover 96. Hij slaagde er niet in om indruk te maken in Duitsland en werd na één seizoen uitgeleend aan FC Basel. Deze club nam de Braziliaan definitief over na zijn verhuurperiode. In Zwitserland lukte het Kléber wel om een vaste basisplaats te veroveren en in 2005 werd hij voor een jaar uitgeleend aan Santos, een club uit zijn vaderland. Tijdens zijn periode bij Santos won hij nogmaals het staatskampioenschap van São Paulo.
Na een jaar nam Santos Kléber definitief over en won de club wederom het staatskampioenschap. Na drie jaar voor Santos te hebben gespeeld, tekende Kléber op 26 januari 2009 een contract bij Internacional. Met Internacional won Kléber het Suruga Bank Championship, de CONMEBOL Libertadores en de CONMEBOL Recopa.

## Nationaal team
Op 31 januari 2002 speelde Kléber zijn eerste interland voor Brazilië, waar hij debuteerde in een vriendschappelijke wedstrijd tegen Bolivia (6–0). In 2007 won Kléber met de Goddelijke Kanaries de CONMEBOL Copa América en in 2009 de FIFA Confederations Cup.

## Erelijst
Corinthians
- Campeonato Brasileiro Série A: 1998, 1999
- Copa do Brasil: 2002
- Torneio Rio-São Paulo: 2002
- Campeonato Paulista: 1999, 2001, 2003
- FIFA Club World Championship: 2000

0Basel
- Super League: 2004/05

 Santos
- Campeonato Paulista: 2006, 2007

 Internacional
- Campeonato Gaúcho: 2009, 2011, 2012
- Suruga Bank Championship: 2009
- CONMEBOL Libertadores: 2010
- CONMEBOL Recopa: 2011

 Brazilië
- CONMEBOL Copa América: 2007
- FIFA Confederations Cup: 2009
- Superclásico de las Américas: 2011

Individueel
- Bola de Prata: 2006, 2007, 2009
- Campeonato Brasileiro Série A Team van het Jaar: 2007

1 Helton ·
2 Maicon ·
3 Alex ·
4 Juan ·
5 Mineiro ·
6 Gilberto Melo ·
7 Elano ·
8 Gilberto Silva  ·
9 Vágner Love ·
10 Diego ·
11 Robinho ·
12 Doni ·
13 Dani Alves ·
14 Alex Silva ·
15 Naldo ·
16 Kléber ·
17 Josué ·
18 Fernando Menegazzo ·
19 Júlio Baptista ·
20 Anderson ·
21 Afonso Alves ·
22 Fred ·
Coach: Dunga
1 Júlio César ·
2 Maicon ·
3 Lúcio  ·
4 Juan ·
5 Felipe Melo ·
6 Kléber ·
7 Elano ·
8 Gilberto Silva ·
9 Luís Fabiano ·
10 Kaká ·
11 Robinho ·
12 Victor ·
13 Dani Alves ·
14 Luisão ·
15 Miranda ·
16 André Santos ·
17 Josué ·
18 Ramires ·
19 Júlio Baptista ·
20 Kléberson ·
21 Alexandre Pato ·
22 Nilmar ·
23 Gomes ·
Coach: Dunga